# Lên nhầm kiệu hoa, được chồng như ý
Lên nhầm kiệu hoa, được chồng như ý (tiếng Trung: 上错花轿嫁对郎; bính âm: Shàng cuò huājiào jià duì láng; Hán-Việt: Thượng Thác Hoa Kiệu Giá Đối Lang; tiếng Anh: Wrong Carriage, Right Groom) là bộ phim truyền hình cổ trang do Trung Quốc sản xuất dài 20 tập vào năm 2001 với sự tham gia diễn xuất của Huỳnh Dịch, Lý Giai Lân, Nhiếp Viễn, Sư Tiểu Hồng. Phim được chuyển thể từ tiểu thuyết cùng tên và tác phẩm Thỉnh Nhĩ Tương Tựu Nhất Hạ (请你将就一下) của nhà văn người Đài Loan Tịch Quyên (席絹). Phim được phát sóng tại Việt Nam trên kênh VTV3 vào năm 2002.

## Nội dung
Phim kể một câu chuyện thú vị về hai người đẹp Dương Châu thời nhà Đường lên nhầm kiệu hoa nhưng mỗi người đều có một cuộc hôn nhân viên mãn. Lý Ngọc Hồ và Đỗ Băng Nhạn kết hôn vào cùng một ngày. Theo đúng lẽ, Lý Ngọc Hồ sẽ kết hôn với đại tướng quân Viên Bất Khuất, còn Đỗ Băng Nhạn sẽ kết hôn với tam thiếu gia giàu có nhưng thân mang bệnh tật Tề Thiên Lỗi. Vì cha của Lý Ngọc Hồ là chủ một võ quán nên ông hy vọng con gái mình sẽ không thua kém nhà họ Đỗ trong việc cử hành hôn lễ. Gia đình họ Lý cũng cố tình khởi hành trước nhà họ Đỗ để tăng thể diện. Vì trú mưa nên chiếc kiệu của hai tân nương phải ở lại trong Miếu Tiên Nữ. Trong lúc hỗn loạn vì nghe tin có băng cướp tấn công, cả hai đã đội nhầm khăn che đầu và lên nhầm kiệu. Đỗ Băng Nhạn kết hôn nhầm với Viên Bất Khuất, sau đó lập công lớn trong quân đội; Lý Ngọc Hồ kết hôn nhầm với Tề Thiên Lỗi, cùng anh "đuổi ma trừ tà" trong cuộc nội chiến gia tộc và giành thắng lợi.
Trải qua hàng loạt thử thách và đau khổ, hai cặp đôi nhầm lẫn đã nảy sinh tình cảm với nhau. Như người ta thường nói: "Không sợ lên nhầm kiệu, chỉ sợ lấy nhầm chồng".

## Diễn viên

### Diễn viên chính
- Huỳnh Dịch vai Lý Ngọc Hồ
- Lý Giai Lân vai Đỗ Băng Nhạn
- Nhiếp Viễn vai Tề Thiên Lỗi
- Sư Tiểu Hồng vai Viên Bất Khuất / Viên Tử Nhẫn

### Diễn viên phụ
- Trịnh Dục Chi vai Lão Thái Quân
- Từ Quang vai Kha Thế Chiêu
- Sa Dật vai Sa Bình Uy
- Trần Tiểu Nặc vai Phương Tiểu Xảo
- Thôi Dịch vai Tiểu Hỉ
- Lưu Bồi Thanh vai Lưu Nhược Khiêm
- Vương Tinh Hoa vai Thư Tú Vân / Thư Đại Nương
- Từ Tấn Linh vai Tề Yến Sinh / Á Muội
- Lưu Tiêu Tiêu vai Quý Cảnh Đường
- Quyên Tử vai Xương Bình Công chúa
- Trương Thiết Lâm vai Đường Thái Tông
- Lư Hán Bưu vai Khổng Huyện lệnh
- Huệ Quyên Diễm vai Đại Thái thái
- Vương Cương vai Vương Hồ Tử
- Lưu Cương vai Thư đồng
- Lý Hiểu vai Mai Hương
- Diệp Quân Lâm vai Bà mối Lâm
- Mạnh Đan Phong vai Bà mối Trương
- Ngô Minh Trân vai Tề Phu nhân
- Vương Á Minh vai Nhị Phu nhân
- Lý Liên Sinh vai Trương Công công

## Nhạc phim
- Bài hát chủ đề: Xảo Giải Nhân Duyên Thiên Tác Hợp - 巧解姻缘天作合
  - Sáng tác: Lôi Lôi
  - Ca sĩ: Nhậm Tĩnh
- Bài hát kết thúc: Yên Vũ Xướng Dương Châu - 烟雨唱扬州
  - Sáng tác: Trương Tử Ân, Đồng Biên
  - Ca sĩ: Lý Thù